# Gościnowo (wieś)
Gościnowo (niem. Alexandersdorf) – wieś sołecka w Polsce położona w województwie lubuskim, w powiecie międzyrzeckim, w gminie Skwierzyna.
W latach 1975–1998 miejscowość administracyjnie należała do województwa gorzowskiego.
Gościnowo założone 1 września 1613 jako wieś olęderska przez starostę międzyrzeckiego Aleksandra Zborowskiego. We wsi powstała pierwsza w powiecie gorzowskim szkoła, która przetrwała 170 lat.
Wieś nie ma zwartej zabudowy, domy mieszkalne i budynki gospodarskie rozrzucone są na dużym obszarze.
W centrum wsi znajduje się stary cmentarz ewangelicki w postaci lapidarium. Po drugiej stronie drogi znajduje się drugi cmentarz (katolicki), na którym stoi pomnik z wyrytymi w kamieniu nazwiskami 23 żołnierzy niemieckich – mieszkańców wsi Alexandersdorf, którzy zginęli na różnych frontach w latach 1914–1920.

## Galeria

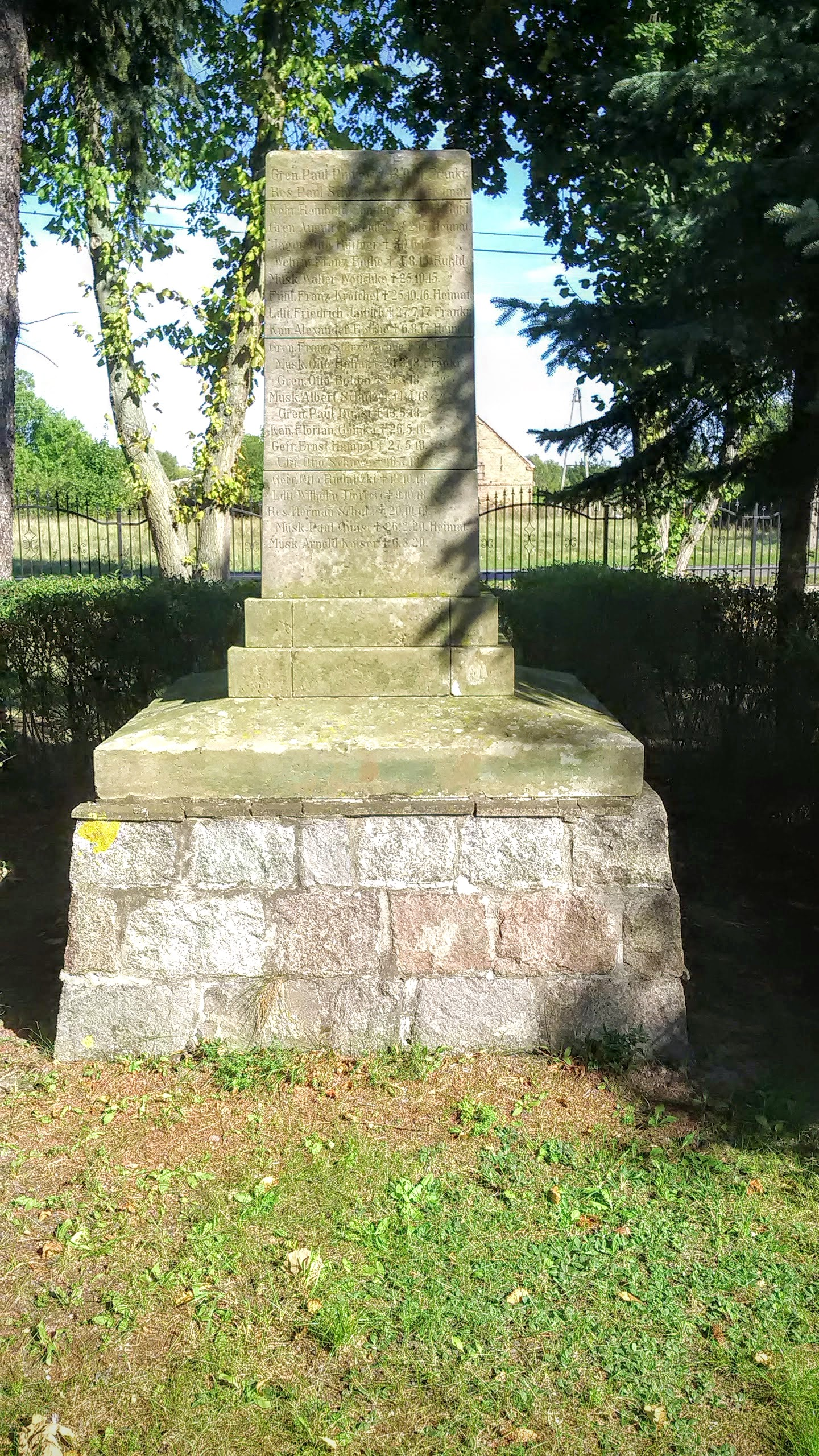
Pomnik żołnierzy niemieckich – widok ogólny
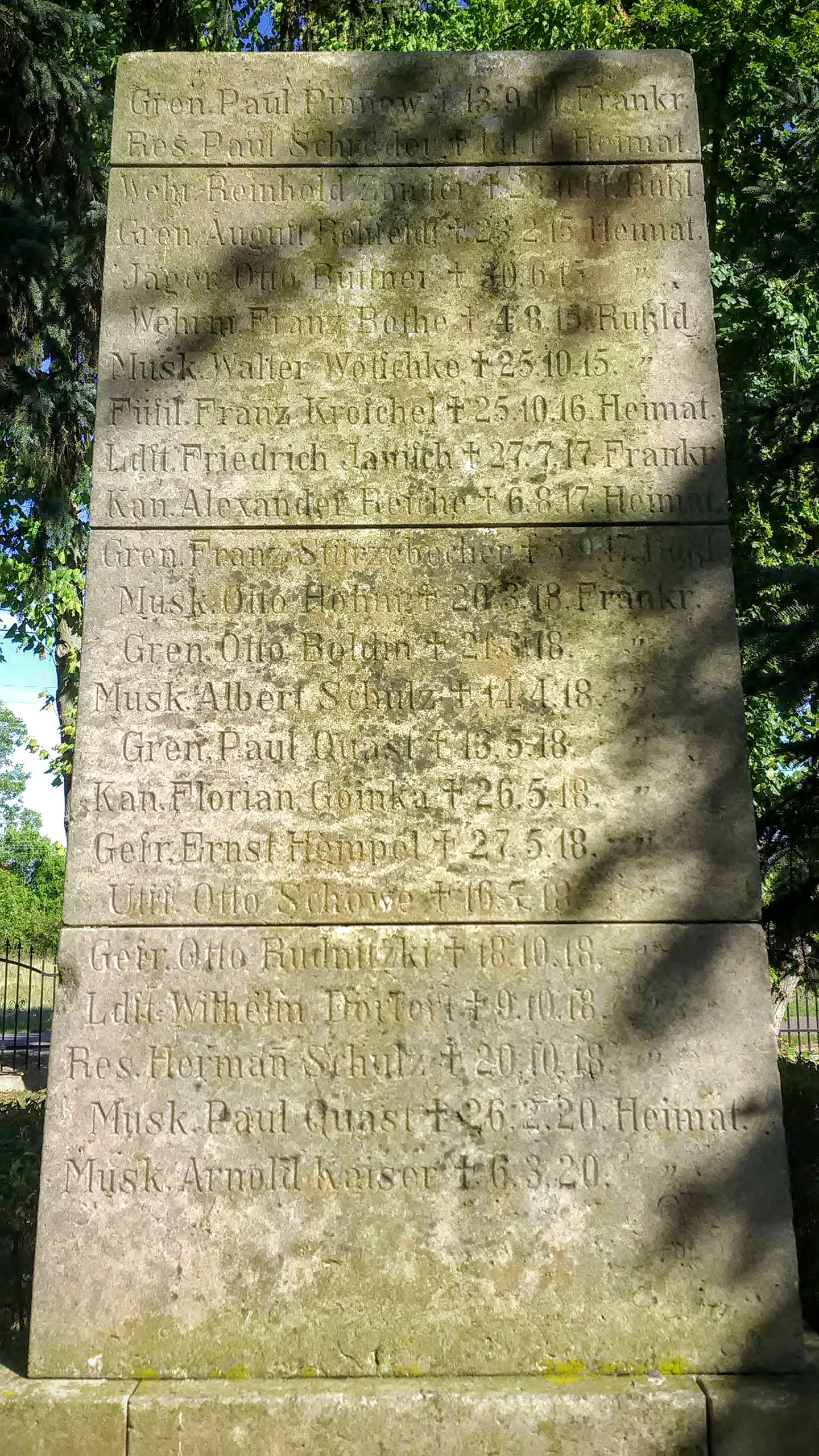
Pomnik żołnierzy niemieckich – zbliżenie
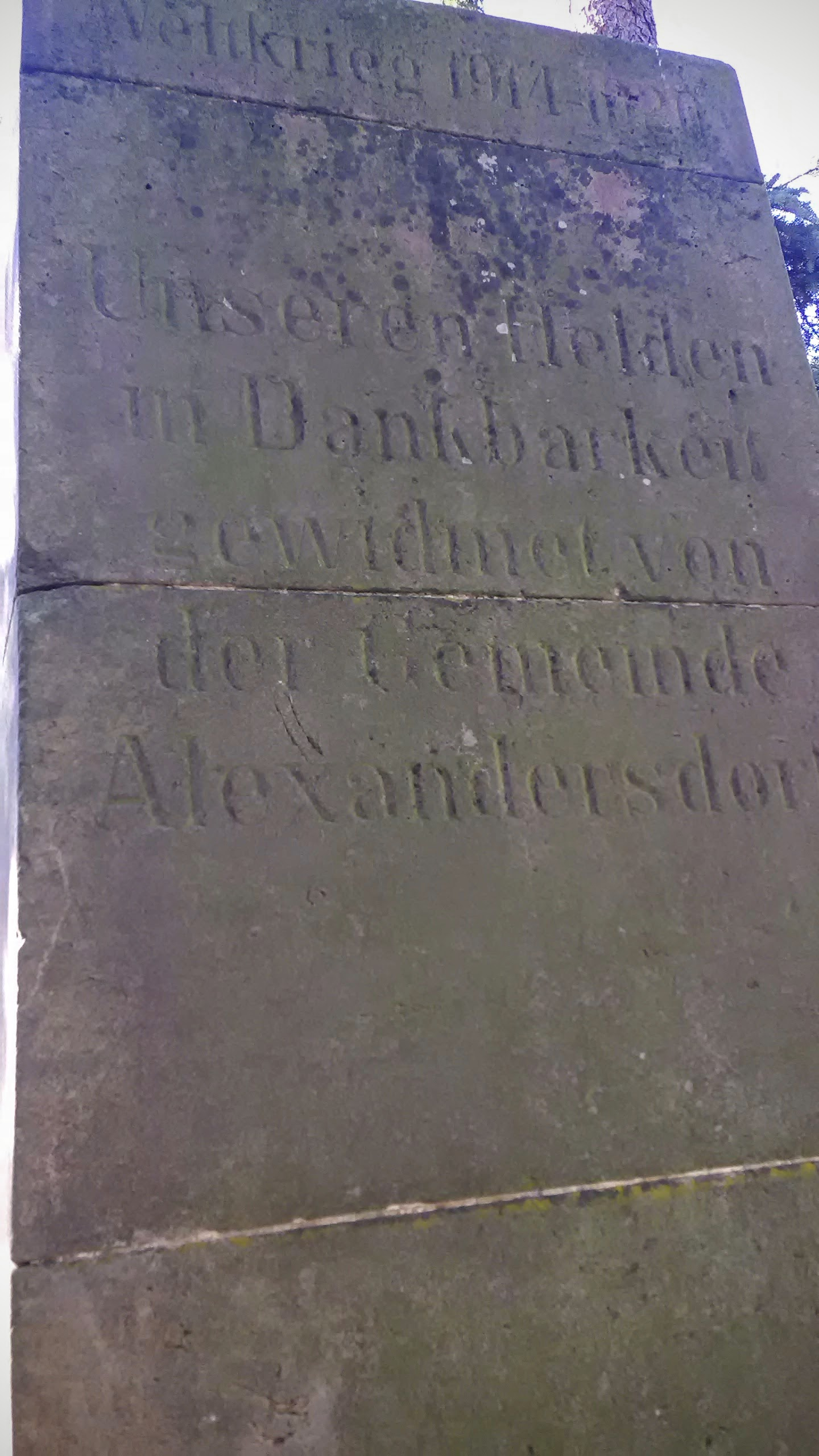
Pomnik żołnierzy niemieckich – widok z tyłu

W roku 2008 dawny przysiółek Osetnicę (niem. Eichführ) włączono do wsi Gościnowo.